# Jackson (New Hampshire)
Pour les articles homonymes, voir Jackson.
Jackson est une ville du comté de Carroll, dans l'État du New Hampshire, aux États-Unis. Elle se situe dans la région des Montagnes Blanches dans le massif des Appalaches. En 2020, sa population est de 1 028 habitants.  

## Nom
À son origine en 1771, la ville s'appelle Adams en l'honneur du 2e président des États-Unis John Adams. Elle est renommée Jackson en 1829 pour rendre hommage à Andrew Jackson, avant que celui-ci soit modifié en faveur du géologue Charles Jackson en 2021. 